# Prelaz Tanggula
Prelaz Tanggula (tradicionalna kitajščina 唐古拉山口; poenostavljena kitajščina 唐古拉山口; pindžin Tánggǔlā Shānkǒu) je gorski prelaz, ki se nahaja v Tibetu na nadmorski višini več kot 5000 m.
Tu potekata tako avtocesta Qinghai–Tibet (najvišji del na 5231 m) in železnica Qingzang (najvišji del na 5072 m), kar uvršča ta prelaz kot najvišji prelaz, kjer potekata tako avtocesta kot železnica. Na prelazu se nahaja tudi železniška postaja Tanggula, ki je z nadmorsko višino 5.068 najvišje ležeča železniška postaja na svetu.